# Stettbach ZH

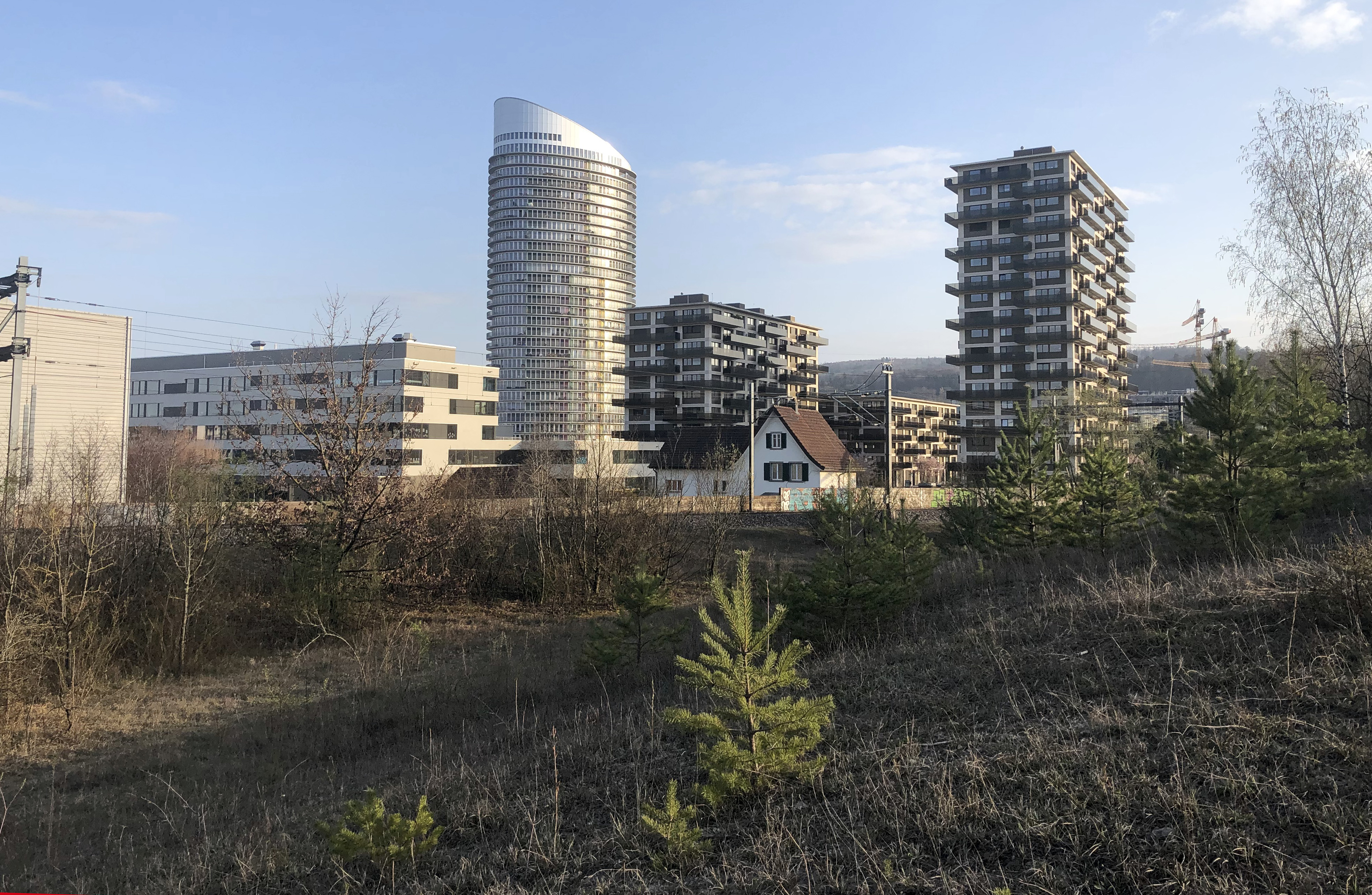
Bahnlinie und neue Wohnhäuser in Stettbach/Hochbord östlich des Bahnhofs

Stettbach ist ein Ortsteil in der Zürcher Gemeinde Dübendorf, Schweiz. Stettbach liegt am Fuss des Zürichbergs an der Westgrenze von Dübendorf, angrenzend zum Kreis Schwamendingen der Stadt Zürich.

## Geschichte

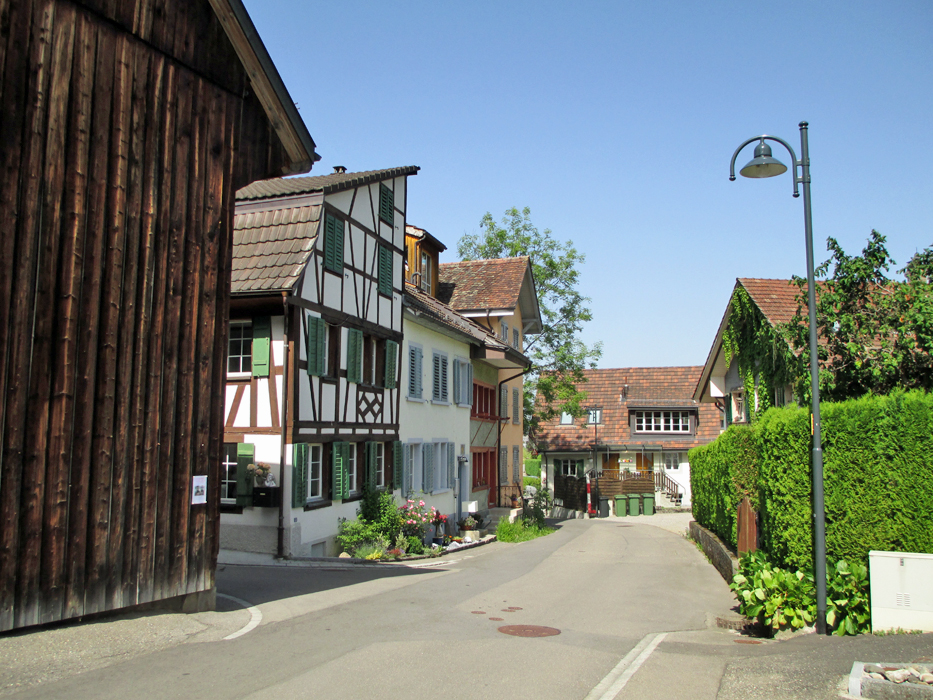
Dorfkern des Weilers Stettbach

Bereits in römischer Zeit führte ein Verkehrsweg von Stettbach über Wil und Hermikon nach Uster.
Im Mittelalter lag der Weiler an einer wichtigen Verkehrsader, der Strassenverbindung der Stadt Zürich mit dem Zürcher Oberland.

## Ortsbeschreibung
Im Weiler Stettbach gibt es rund drei Dutzend Wohnbauten. Heute sollen in Stettbach rund 300 Menschen leben. Quer durch das Zentrum läuft der Sagentobelbach.
Nordwestlich vom historischen Kern gegen Schwamendingen zu liegt ein kleines Naturschutzgebiet, die Kiesgrube Stettbach.
Nördlich vom historischen Kern verläuft in rund 300 Meter Entfernung die Hauptverkehrsstrasse von Schwamendingen. Dort wurde 1986 die Endstation des Trams und im Jahr 1990 der Bahnhof Stettbach der S-Bahn eröffnet. In der Folge siedelten sich auch zahlreiche Unternehmen in Stettbach an wie zum Beispiel die Bank Credit Suisse und die  Krankenkasse Helsana. 2017 eröffnete die Mehrzweckhalle The Hall (bis 2021: Samsung Hall). Weitere Büro- und Wohnhäuser entstanden rundherum, darunter auch der JaBee Tower, bei der Eröffnung das höchste Wohnhaus der Schweiz.